# Centaurea virescens
Centaurea virescens — вид квіткових рослин родини айстрових (Asteraceae). Ареал: Сицилія.

## Середовище
Вид поширений у горах навколо Палермо між 500 і 1200 м над рівнем моря.

## Біоморфологічна характеристика
Число хромосом 2n = 18.